# 太平镇 (姚安县)
太平镇，是中华人民共和国云南省楚雄彝族自治州姚安县下辖的一个乡镇级行政单位。

## 行政区划
太平镇下辖以下地区：
太平村、白石地村、各苴村、老街村和陈家村。